# Synegia wehrlii
Synegia wehrlii là một loài bướm đêm trong họ Geometridae.